# Salvifici Doloris
Salvifici doloris (la souffrance qui sauve), est une lettre apostolique du pape Jean-Paul II, publiée en la célébration liturgique de Notre-Dame de Lourdes, le 11 février 1984.
Ce texte traite de la compréhension chrétienne du sens de la souffrance humaine, en s’appuyant notamment sur des textes bibliques du prophète Isaïe et de l’apôtre Paul.
Jean-Paul II, victime d’une tentative d’assassinat trois ans auparavant, a alors expérimenté dans sa chair la souffrance, ce qui le conduit à rédiger cette lettre.